# Lype phaeopa
Lype phaeopa is een schietmot uit de familie Psychomyiidae. De soort komt voor in het Palearctisch gebied.